# Кастро, Герберт де
Герберт де Кастро (исп. Herbert de Castro; 18 января 1905, Панама — 23 июля 1969, там же) — панамский композитор и дирижёр.
Первые уроки музыки получил на родине, в том числе под руководством виолончелиста Вальтера Майерса. С 1923 г. учился в Париже у Альбера Русселя, Артюра Онеггера, Дирана Алексаняна и др. В 1930 г. вернулся на родину, организовывал камерные концерты, пропагандируя музыку французских импрессионистов. В 1939 г. организовал Оркестр музыкального общества, а в 1941 г. — Национальный симфонический оркестр Панамы, первым руководителем которого и стал. В 1944 г. отправился для совершенствования своих дирижёрских навыков в Нью-Йорк, учился у Жана Мореля. Вернулся в Панаму в 1947 г., а в 1953 г. занял прежний пост и руководил Национальным симфоническим оркестром до 1964 г. Преподавал также в Панамской консерватории.
Кастро также много занимался организацией гастролей в Панаме выдающихся музыкантов разных стран — в том числе Клаудио Аррау, Иегуди Менухина, Григория Пятигорского, Андреса Сеговии и др.
Среди сочинений Кастро — «Три песни синагоги» для солистов, хора и оркестра, струнный квартет «Фильм», Прелюдия и жига для двух флейт и др.